# International Takeover: The United Nations
International Takeover: The United Nations là mixtape chính thức thứ ba của nam ca sĩ nhạc rap Pitbull. Mixtape được phát hành miễn phí trên trang web chính thức của anh và một số trang web khác vào ngày 1 tháng 6 năm 2009.

## Bối cảnh
Sau sự thành công của hai đĩa đơn "I Know You Want Me (Calle Ocho)" và "Hotel Room Service" từ album phòng thu Rebelution, Pitbull bắt đầu thực hiện tour lưu diễn Rebelution Tour. Cùng DJ Noodles và DJ Buddha, Pitbull đã thực hiện mixtape quảng bá cho tour diễn của mình, International Takeover: The United Nations.

## Danh sách ca khúc
1. Shut It Down (hợp tác với Akon)
2. Hotel Room Service (Remix)
3. Pearly Gates (hợp tác với Nayer)
4. Back To The Future (hợp tác với LMFAO & Fergie)
5. Shooting Star (LMFAO Remix) (hợp tác với LMFAO, Kevin Rudolf & David Rush)
6. I'm The Shit
7. Watagatpitusberry (hợp tác với Black Point, Sensato & Lil Jon)
8. Video Phone (hợp tác với Beyoncé)
9. Gone
10. Desnudate (Get Naked 4 Me) (hợp tác với Christina Aguilera)
11. All About U
12. Birthday Sex
13. Helpless (hợp tác với Backstreet Boys)
14. Calle Ocho
15. Sexy Bitch (Dj Noodles Remix) (hợp tác với Akon)
16. Go Crazy (hợp tác với Lil Jon)
17. Juice Box
18. City Of Gods
19. She's On Fire
20. Get Up On This
21. Ni Rosas Ni Jugetes (hợp tác với Paulina Rubio)
22. Full Of Shit (hợp tác với Nayer)
23. Now You See It (hợp tác với Honorebel)
24. Buy U A Round
25. Over To You Now (hợp tác với Britney Spears)
26. Google Me
27. Fire Burning (hợp tác với Sean Kingston)
28. Patron Tequila
29. Across The World (hợp tác với B.o.B)
30. Daddy's Little Girl